# Mothobi Mvala
Mothobi Mvala est un footballeur international sud-africain né le 14 juin 1994 à Theunissen. Il évolue au poste de milieu défensif aux Mamelodi Sundowns.

## Biographie

### En club

#### Highlands Park FC
Il commence sa carrière professionnelle en 2014, le club évolue alors en National First Division. Il fait ses débuts le 23 août contre Jomo Cosmos (0-0) et sera expulsé. Il marque son premier but le 28 février 2015, lors d'une défaite 2-1 contre Baroka. Il participe à 17 rencontres pour 4 réalisations lors de sa première saison. Ses bonnes prestations aident l'équipe à finir le championnat à la seconde place lors de la saison suivante et à obtenir la promotion en Absa Premiership via les playoffs.
Il joue son premier match dans l'élite le 13 septembre 2016, face à Baroka (victoire 2-1). Il marque son premier but le 23 novembre, face au futur champion Bidvest Wits (2-2). Malgré de bonnes performances personnelles, l'équipe termine lanterne rouge et est reléguée.
Il termine directement champion de National First Division, inscrivant 12 buts en 28 rencontres.
Pour la remontée en première division, il participe grandement au maintien de son équipe en Absa Premiership qui obtient une honorable 7ème place.
Lors de la saison 2019-2020, il atteint la finale du MTN 8. Highlands Park s'incline 1-0 face à Supersport United.

### En sélection
Il reçoit sa première sélection en équipe d'Afrique du Sud le 4 juillet 2017, lors de la Coupe COSAFA 2017 contre le Botswana (victoire 2-0).
Il participe également aux Jeux Olympiques 2016 avec l'équipe d'Afrique du Sud olympique.
En décembre 2023, il est retenu dans la liste des vingt-sept joueurs sud-africains sélectionnés par Hugo Broos pour disputer la Coupe d'Afrique des nations 2023.

## Palmarès
| Highlands Park - Championnat d'Afrique du Sud de D2 (1) : - Champion : 2017-18. - Vice-champion : 2015-16. - MTN 8 : - Finaliste : 2019. |  | Mamelodi Sundowns - Championnat d'Afrique du Sud (4) : - Champion : 2021, 2022, 2023 et 2024 - Coupe d'Afrique du Sud (1) - Vainqueur : 2022 - MTN 8 (1) - Vainqueur : 2021 - Ligue africaine de football (1) - Vainqueur : 2023 |